# Thám tử lừng danh Conan: 15 phút tĩnh lặng
Thám tử lừng danh Conan: 15 phút tĩnh lặng (名探偵コナン 沈黙の15分 Meitantei Konan Chinmoku no Kwōtā) là bộ phim hoạt hình chính thứ 15 của bộ truyện tranh Thám tử lừng danh Conan với nhân vật chính là Kudo Shinichi. Bộ phim ra mắt vào ngày 16 tháng 4 năm 2011 tại Nhật Bản, kỷ niệm 15 năm trình chiếu các phim Thám tử lừng danh Conan. Tại Việt Nam, phim được trình chiếu trên kênh HTV3 vào ngày 12 tháng 3 năm 2017.

## Tổng quan
Bộ phim được bắt đầu vào cuối tập phim thứ 14, Con tàu biến mất giữa trời xanh, bộ phim được giới thiệu trên các trang web kể từ ngày 2 tháng 11 năm 2005.

## Nội dung
Ngay sau thành công khi tái đắc cử vào ghế thủ lĩnh, thống đốc Tokyo đã phải đối mặt với một lá thư đe dọa mang đầy thù hận kể trên. Một ngày tiếp theo, chính thống đốc Tokyo, nguyên Bộ trưởng Bộ Xây dựng – Vận tải Nhật Bản, đã có mặt trong vụ tai nạn kinh hoàng làm nổ tàu điện ngầm trên hệ thống mới được hoàn thành.
Vậy là sở cảnh sát Tokyo cùng Conan phải lao vào cuộc điều tra đầy thử thách để tìm ra thủ phạm vụ ám sát. Bí mật của vụ án vươn xa hơn con số 4 được đề cập đến trong lá thư đe dọa. Có một sợi dây liên kết giữa tai nạn vận tải gần đây với bí ẩn diễn ra ở một ngôi làng trên núi thuộc vùng Nigata. Một cậu trai trẻ tên Touma Tachihara đã bị rớt xuống vực thẳm và rơi vào trạng thái hôn mê suốt nhiều năm. Cậu chỉ vừa mới tỉnh lại, không nhớ bất cứ điều gì trong quá khứ của mình.
Trực giác phá án nói cho Conan biết rằng chìa khóa để giải mã bí ẩn tai nạn thảm khốc vừa qua nằm trong trí nhớ bị mất của cậu trai trẻ. Tuy nhiên, khi mà nỗ lực khôi phục trí nhớ cho Touma còn chưa gặt hái được thành công thì những nguy hiểm mới lại dồn dập kéo đến. Một quả bom hẹn giờ đã được gài trong con đập lớn gần thị trấn núi và chỉ còn 15 phút nữa sẽ phát nổ.
Số phận của trăm ngàn con người đang nằm dưới hàng tấn nước trực trào ra nếu quả bom phát nổ và con đập bị vỡ. Chạy đua với thời gian, Conan phải đánh cược cả sinh mạng mình trong một nhiệm vụ giải cứu hết sức liều lĩnh bằng cách tạo 1 trận tuyết lở nhằm thay đổi hướng chảy của dòng nước.Nhiệm vụ thành công, nhưng sau đó cậu bi tuyết vùi xuống. Và trong gần 15 phút (15 phút là lượng thời gian nhiều nhất tính từ lúc 1 người bị vùi xuống tuyết để cứu người đó ra), Conan đã được Ran cùng những người khác tìm và cứu được - do cậu đã phóng trái bóng từ dây lưng tạo bóng làm mọi người phát hiện ra vị trí.

## Phân vai
| Nhân vật            | Diễn viên lồng tiếng | Diễn viên lồng tiếng |
| ------------------- | -------------------- | -------------------- |
| Nhân vật            | Nhật Bản             | Việt Nam             |
| Edogawa Conan       | Takayama Minami      | Hoàng Khuyết         |
| Kudo Shinichi       | Yamaguchi Kappei     | Hoàng Khuyết         |
| Mouri Ran           | Yamazaki Wakana      | Thúy Hằng            |
| Ai Haibara          | Hayashibara megumi   | Ái Phương            |
| Mouri Kogoro        | Rikiya Koyama        | Trần Vũ              |
| Suzuki Sonoko       | Matsui Naoko         | Ngọc Quyên           |
| Kobayashi Sumiko    | Kato Yuko            | Thu Huyền            |
| Agasa Hiroshi       | Ogata Kenichi        | Chơn Nhơn            |
| Yoshida Ayumi       | Iwai Yukiko          | Kim Ngọc             |
| Tsuburaya Mitsuhiko | Ōtani Ikue           | Chánh Tín            |
| Kojima Genta        | Takagi Wataru        | Thiện Trung          |
| Thanh tra Megure    | Chafurin             | Trí Luân             |
| Shiratori Ninzaburo | Inoue Kazuhiko       | Tuấn Anh             |
| Sato Miwako         | Yuya Atsuko          | Huyền Trang          |
| Takagi Wataru       | Takagi Wataru        | Quang Tuyên          |
| Tachihara Fuyumi    | Iizuka Mayumi        | Thùy Tiên            |
| Yamao Keisuke       | Nanba Keiichi        | Tấn Phong            |
| Hikawa Shogo        | Seki Toshihiko       | Minh Vũ              |
| Tono Mizuki         | Paku Romi            | Linh Phương          |
| Muto Takehiko       | Egawa Hisao          | Thân Vinh            |
| Tachihara Toma      | Miyata Koki          | Tất My Ly            |
| Tono Natsuki        | Katou Emiri          | Tuyết Nhung          |
| Asakura Yuichiro    | Aso Keitarou         | Hạnh Phúc            |
| Mizuta Kana         | Hino Roi             | Kim Phước            |
| Chigusa Kaori       | Katou Emiri          | Hoài Thương          |
| Tomoe Seki          | Sanpei Yuko          | Thu Hiền             |

## Âm nhạc
Nhạc nền chính thức của bộ phim do Ono Katsuo thực hiện và phát hành vào ngày 13 tháng 4 năm 2011. Bài hát chủ đề của bộ phim này là Don't Wanna Lie của B'z